# Bunce Island
Bunce Island is een eiland dat diep in de natuurlijke haven ligt van Freetown, Sierra Leone, bij de monding van de Rokel-rivier. Van de 17e tot de 19e eeuw werd het eiland vooral gebruikt voor de slavenhandel.

## Bloeiperiode

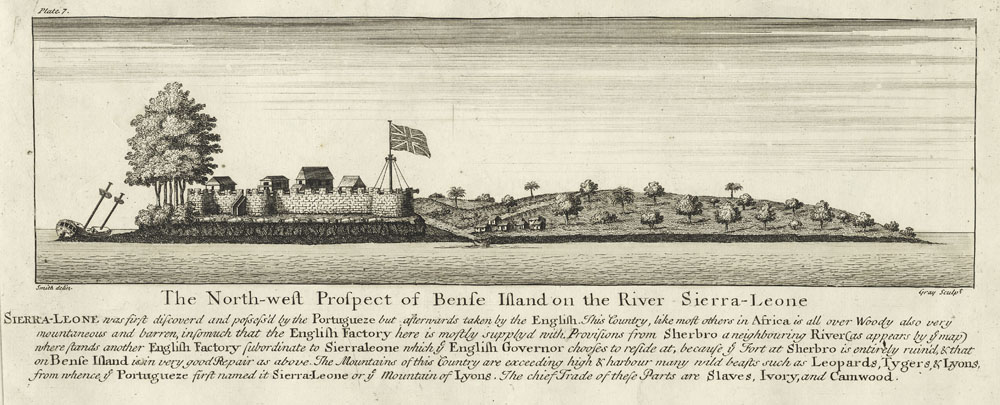
Bunce Island in 1726 tijdens de periode van The Royal African Company

Bunce Island was het grootste Britse slavenfort op de kust van West-Afrika en werd gebouwd rond 1670. Het fort werd beheerd door vier Britse handelsmaatschappijen; The Gambia Adventurers, The Royal African Company, Grant, Oswald & Company en John & Alexander Anderson. Vanaf Bunce Island werden tienduizenden Afrikaanse slaven geëxporteerd naar Noord-Amerikaanse kolonies, Brits West-Indië, waaronder in de beginjaren ook Suriname viel en Frans West-Indië.
Tijdens de jaren 1750 ontwikkelde er zich een vriendschappelijke band tussen Richard Oswald, de belangrijkste eigenaar van Bunce Island en Henry Laurens, een van de rijkste en belangrijkste rijstplanters en slavenhandelaren van South Carolina. Rijstplanters in de kustgebieden van South Carolina en Georgia hadden hoge prijzen over voor slaven van de Rijstkust van West-Afrika, waar Afrikaanse boeren eeuwenlang ervaring hadden opgedaan met het verbouwen van rijst. De Afrikaanse kennis was essentieel voor de bloei van de Amerikaanse rijstindustrie. De handel in slaven van de Rijstkust groeide explosief.
Maar Bunce Island voorzag niet alleen South Carolina en Georgia van slaven; slavenschepen uit Noordelijke Amerikaanse havens deden het eiland ook aan. Daar kochten zij slaven in voor verkoop in Brits West-Indië en de zuidelijke staten van de VS. Deze schepen vertrokken uit havens als Newport (Rhode Island), New London (Connecticut), Salem (Massachusetts) en New York.

## Verval
In 1807 schafte Groot-Brittannië de slavenhandel af, waarmee Bunce Island in belang afnam. Het slavendepot werd per direct gesloten en de Britten begonnen het eiland voor andere doeleinden te gebruiken – een katoenplantage, een handelspost en een houtzagerij. Deze activiteiten bleken uiteindelijk onsuccesvol en het eiland werd verlaten rond 1840.